# Ларга (Омская область)
Ларга — деревня в Шербакульском районе Омской области России. Входит в состав Максимовского сельского поселения.

## История
Основана деревня Ларга в 1909 году. В 1928 г. состояло из 117 хозяйств, основное население — молдаване. В составе Максимовского сельсовета Борисовского района Омского округа Сибирского края.
В соответствии с Законом Омской области от 30 июля 2004 года № 548-ОЗ «О границах и статусе муниципальных образований Омской области» деревня вошла в состав образованного муниципального образования «Максимовское сельское поселение».

## Население
| 2010 |
| ---- |
| 53   |

Гендерный состав
По данным Всероссийской переписи населения 2010 года в гендерной структуре населения из 53 человек мужчин — 22, женщин — 31 (41,5 и 58,5 % соответственно)
Национальный состав
В 1928 г. основное население — молдаване.
Согласно результатам переписи 2002 года, в национальной структуре населения казахи составляли 56 %, русские 29 % от общей численности населения в 129 чел..